# Zincolivenita
La zincolivenita és un mineral de la classe dels fosfats, que pertany al grup de l'olivenita. Rep el seu nom per la seva relació amb l'olivenita i el seu contingut en zinc.

## Característiques
La zincolivenita és un fosfat de fórmula química CuZn(AsO₄)(OH). Va ser aprovada com a espècie vàlida per l'Associació Mineralògica Internacional l'any 2006. Cristal·litza en el sistema ortoròmbic. La seva duresa a l'escala de Mohs és 3,5. És un membre estructuralment diferent i intermedi de la sèrie de solució sòlida que es produeix entre l'olivenita i l'adamita, amb una proporció de Zn:Cu (ideal) 1:1; els àtoms de Zn i Cu estan ordenats en dos llocs coordinats de manera diferent en l'estructura cristal·lina.
Segons la classificació de Nickel-Strunz, la zincolivenita pertany a «08.BA: Fosfats, etc. amb anions addicionals, sense H₂O, només amb cations de mida mitjana, (OH, etc.):RO₄ sobre 1:1» juntament amb els següents minerals: ambligonita, montebrasita, tavorita, triplita, zwieselita, sarkinita, triploidita, wagnerita, wolfeïta, stanĕkita, joosteïta, hidroxilwagnerita, arsenowagnerita, holtedahlita, satterlyita, althausita, adamita, eveïta, libethenita, olivenita, zincolibethenita, auriacusita, paradamita, tarbuttita, barbosalita, hentschelita, latzulita, scorzalita, wilhelmkleinita, trol·leïta, namibita, fosfoel·lenbergerita, urusovita, theoparacelsita, turanita, stoiberita, fingerita, averievita, lipscombita, richel·lita i zinclipscombita.

## Formació i jaciments
Va ser descoberta a Agios Konstantinos, al districte de Lavrion, pertanyent a la prefectura d'Attikí, a Grècia, on sol trobar-se associada a altres minerals com: escorodita, farmacoalumita, jarosita, conicalcita i arseniosiderita. Ha estat trobada en tots els continents del planeta, a excepció de l'Antàrtida. Als territoris de parla catalana se n'ha trobat zincolivenita a les mines La Amorosa i Cueva de la Guerra Antigua, a Vilafermosa, a la província de Castelló (País Valencià), i a la mina de Les Ferreres, a Rocabruna, Camprodon, a la província de Girona.